# Tord Bonde (marsk)

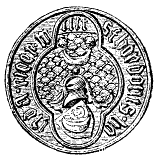
Tord Bondes sigill.

Tord Bonde, född på 1420-talet, död omkring 16 maj 1456 på Karlsborg i Bohuslän, var en svensk riddare, riksråd och marsk.

## Biografi
Han var son till riksrådet och lagmannen Karl Tordsson, sonson till riddaren och riksrådet Tord Röriksson samt kusin till kung Karl Knutsson (Bonde). Han var gift med Iliana Åkesdotter Tott och fick med henne dottern Birgitta.
Tord Bonde blev riddare vid kung Karls kröning 1448 och var riksråd från 1449. 1452 överrumplade och återtog han på kung Karls befallning Lödöse, som danskarna hade erövrat och befäst, samt tillfångatog strax därefter Ture Turesson (Bielke) på Axevall. Han belönades med att bli utnämnd till hövitsman på Axevalls slott och över hela Västergötland samt utnämndes även till marsk. 
Sedan det stillestånd, som hade ingåtts med danskarna 1453, hade gått ut, ryckte han våren 1455 in i Småland, där han med böndernas hjälp intog och förstörde fästet Danaborg, som danskarna hade byggt söder om Värnamo, och vände sig därefter mot Älvsborg. Detta kunde han visserligen inte återta, men till motvärn anlade han vid Göta älv de två skansarna Billingsborg och Gullberg, samt drog slutligen in i Bohuslän, där han vid kusten lät uppföra fästet Karlsborg och slog en tiodubbelt starkare norsk styrka, som var ute efter att förstöra det. Han deltog även i ett par fredsmöten med danskarna, som ombud för kung Karl. På Karlsborg blev han i maj 1456 mördad av den danskfödde slottsfogden Jösse Bosson. Med honom försvann kung Karls främsta stöd.